# Pint

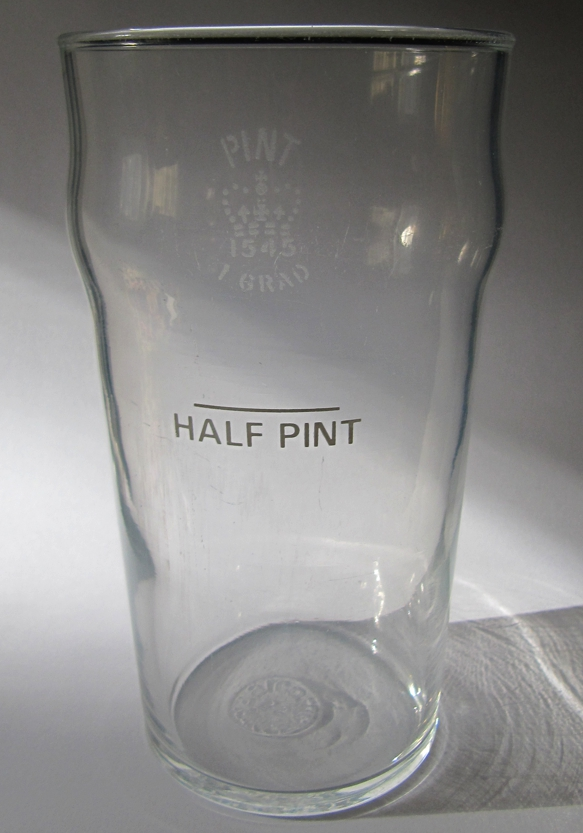
Hagyományos pintüveg

A pint régi magyar, és ma is használt angolszász űrmérték.

## Közép-európai pint
Több változata közül nálunk a magyar, a bécsi, és a pozsonyi pint volt ismert. Magyarországon a pint két iccével egyenlő, az akó egyetlen változatával sincs egész számú osztója.
magyar pint – 1,696 liter, azonos a pozsonyi pinttel, 1 akó = 33–35 pint, az időtől és helytől függően;
bécsi pint – 1,415 liter.

## Angolszász pint
Az angolszász pint más mennyiség Nagy-Britanniában és az Amerikai Egyesült Államokban.
GB – 0,568 liter (birodalmi pint, imperial pint);
USA – 0,473 liter (US liquid pint), 0,551 liter (US dry pint).
Mindenhol azonos a váltása: 1 pint = 4 gill; 1 quart = 2 pint, 1 gallon = 8 pint.
A skót pint 3 angol pinttel egyenlő.